# Sorzano
Sorzano település Spanyolországban, La Rioja autonóm közösségben. Sorzano Entrena, Albelda de Iregua, Nalda, Viguera és Sojuela községekkel határos. Lakosainak száma 217 fő (2024).

## Népesség
A település népessége az elmúlt években az alábbi módon változott:
| Lakosok száma | 215  | 244  | 267  | 267  | 254  | 248  | 220  | 222  | 225  | 217  |
|               | 2001 | 2004 | 2007 | 2009 | 2012 | 2014 | 2017 | 2019 | 2022 | 2024 |